# ITF Womens Tennis Club de Tunis
L'ITF Womens Tennis Club de Tunis è un torneo professionistico di tennis giocato su campi in terra rossa. Fa parte dell'ITF Women's Circuit. Si gioca annualmente a Tunisi in Tunisia.

## Albo d'oro

### Singolare
| Anno | Campionessa      | Finalista           | Punteggio     |
| ---- | ---------------- | ------------------- | ------------- |
| 2012 | Sandra Zaniewska | Ons Jabeur          | 6–4, 4–6, 6–2 |
| 2013 | Ons Jabeur       | Sara Sorribes Tormo | 6–3, 6–2      |
| 2014 | Ons Jabeur       | Valerija Savinych   | 6–3, 7–6(7–4) |

### Doppio
| Anno | Campionesse                       | Finaliste                                 | Punteggio        |
| ---- | --------------------------------- | ----------------------------------------- | ---------------- |
| 2012 | Elena Bogdan Ioana Raluca Olaru   | Inés Ferrer Suárez Richèl Hogenkamp       | 6–4, 6–3         |
| 2013 | Aleksandra Krunić Katarzyna Piter | Réka-Luca Jani Evgenija Paškova           | 6–2, 3–6, [10–7] |
| 2014 | Andrea Gámiz Valerija Savinych    | Beatriz García Vidagany Marina Mel'nikova | 6–4, 6–1         |